# Расселлвілл (Індіана)
Расселлвілл (англ. Russellville) — місто (англ. town) в США, в окрузі Патнем штату Індіана. Населення — 306 осіб (2020).

## Географія
Расселлвілл розташований за координатами 39°51′25″ пн. ш. 86°59′0″ зх. д. / 39.85694° пн. ш. 86.98333° зх. д. (39.856954, -86.983231).  За даними Бюро перепису населення США в 2010 році місто мало площу 0,52 км², уся площа — суходіл.

## Демографія
Згідно з переписом 2010 року, у місті мешкало 358 осіб у 145 домогосподарствах у складі 97 родин. Густота населення становила 686 осіб/км².  Було 161 помешкання (309/км²).
Расовий склад населення:
| - 97,5 % — білих - 1,1 % — корінних американців - 0,8 % — вихідців з тихоокеанських островів |

До двох чи більше рас належало 0,6 %. Частка іспаномовних становила 0,3 % від усіх жителів.
За віковим діапазоном населення розподілялося таким чином: 22,3 % — особи молодші 18 років, 64,3 % — особи у віці 18—64 років, 13,4 % — особи у віці 65 років та старші. Медіана віку мешканця становила 42,6 року. На 100 осіб жіночої статі у місті припадало 100,0 чоловіків;  на 100 жінок у віці від 18 років та старших — 93,1 чоловіків також старших 18 років.
Середній дохід на одне домашнє господарство  становив 42 733 долари США (медіана — 33 958), а середній дохід на одну сім'ю — 46 774 долари (медіана — 37 500). За межею бідності перебувало 23,2 % осіб, у тому числі 28,6 % дітей у віці до 18 років та 0,0 % осіб у віці 65 років та старших.
Цивільне працевлаштоване населення становило 166 осіб. Основні галузі зайнятості: виробництво — 42,2 %, освіта, охорона здоров'я та соціальна допомога — 10,2 %, будівництво — 10,2 %.